# Чемпионат Европы по футболу 2020 (отборочный турнир, группа G)
Жеребьёвка отборочного турнира чемпионата Европы 2020 прошла в Дублине 2 декабря 2018 года. В группу G попали сборные по футболу следующих стран: Польша, Австрия, Израиль, Словения, Северная Македония и Латвия. Матчи в группе G пройдут с 21 марта 2019 по 19 ноября 2019 года.
Сборные, занявшие первые два места, выходят в финальную часть чемпионата.
Команды, которые не пройдут квалификационный групповой этап, смогут по-прежнему претендовать на финальный турнир через плей-офф лиги наций 2018/2019. Каждой лиге будет выделено одно из четырёх оставшихся мест Евро-2020. Четыре команды из каждой лиги, которые ещё не получили квалификацию для финала чемпионата Европы, будут соревноваться в плей-офф своей лиги, которые будут сыграны в марте 2020 года. Места для плей-офф будут сначала распределены на каждого победителя группы, а если команда уже прошла квалификацию в финал чемпионата Европы, то её место достаётся следующей лучшей команде дивизиона. Если же и в этом случае четверка команд будет недоукомплектована, свободные места получат лучшие команды из лиги (лиг) ниже классом, из тех, что не прошли квалификацию чемпионата Европы и не попали в плей-офф собственной лиги.

## Турнирная таблица
| Поз | Команда            | И  | В | Н | П | МЗ | МП | РМ  | О  | Квалификация                        |  | Польша | Австрия | Флаг Северной Македонии | Словения | Израиль | Латвия |
| --- | ------------------ | -- | - | - | - | -- | -- | --- | -- | ----------------------------------- |  | ------ | ------- | ----------------------- | -------- | ------- | ------ |
| 1   | Польша             | 10 | 8 | 1 | 1 | 18 | 5  | +13 | 25 | Квалификация в финальный раунд      |  | —      | 0:0     | 2:0                     | 3:2      | 4:0     | 2:0    |
| 2   | Австрия            | 10 | 6 | 1 | 3 | 19 | 9  | +10 | 19 | Квалификация в финальный раунд      |  | 0:1    | —       | 2:1                     | 1:0      | 3:1     | 6:0    |
| 3   | Северная Македония | 10 | 4 | 2 | 4 | 12 | 13 | −1  | 14 | Сборная участвует в стыковых матчах |  | 0:1    | 1:4     | —                       | 2:1      | 1:0     | 3:1    |
| 4   | Словения           | 10 | 4 | 2 | 4 | 16 | 11 | +5  | 14 |                                     |  | 2:0    | 0:1     | 1:1                     | —        | 3:2     | 1:0    |
| 5   | Израиль            | 10 | 3 | 2 | 5 | 16 | 18 | −2  | 11 | Сборная участвует в стыковых матчах |  | 1:2    | 4:2     | 1:1                     | 1:1      | —       | 3:1    |
| 6   | Латвия             | 10 | 1 | 0 | 9 | 3  | 28 | −25 | 3  |                                     |  | 0:3    | 1:0     | 0:2                     | 0:5      | 0:3     | —      |

1. 1 2  Очки, набранные в очных встречах между командами: Македония 4, Словения 1.

## Результаты
Расписание матчей было опубликовано УЕФА после жеребьёвки 2 декабря 2018 года в Дублине. Время указано по CET/CEST, в соответствии с правилами УЕФА (местное время, если отличается, указано в скобках).
| Австрия | 0:1     | Польша     |
| ------- | ------- | ---------- |
|         | (отчёт) | 69′ Пёнтек |

| Северная Македония              | 3:1     | Латвия                |
| ------------------------------- | ------- | --------------------- |
| Алиоский 11′ · Элмас 29′, 90+3′ | (отчёт) | 87′ (авт.) Велковский |

| Израиль    | 1:1     | Словения   |
| ---------- | ------- | ---------- |
| Захави 55′ | (отчёт) | 48′ Шпорар |

| Израиль                           | 4:2     | Австрия            |
| --------------------------------- | ------- | ------------------ |
| Захави 34′, 45′, 55′ · Даббур 66′ | (отчёт) | 8′, 75′ Арнаутович |

| Польша                      | 2:0     | Латвия |
| --------------------------- | ------- | ------ |
| Левандовский 76′ · Глик 84′ | (отчёт) |        |

| Словения | 1:1     | Северная Македония |
| -------- | ------- | ------------------ |
| Зайц 34′ | (отчёт) | 47′ Барди          |

| Австрия         | 1:0     | Словения |
| --------------- | ------- | -------- |
| Бургшталлер 74′ | (отчёт) |          |

| Северная Македония | 0:1     | Польша     |
| ------------------ | ------- | ---------- |
|                    | (отчёт) | 47′ Пёнтек |

| Латвия | 0:3     | Израиль              |
| ------ | ------- | -------------------- |
|        | (отчёт) | 10′, 60′, 81′ Захави |

| Северная Македония     | 1:4     | Австрия                                                       |
| ---------------------- | ------- | ------------------------------------------------------------- |
| Хинтереггер 18′ (авт.) | (отчёт) | 39′ Лазаро · 62′ (пен.), 82′ Арнаутович · 86′ (авт.) Бейтулай |

| Латвия | 0:5     | Словения                                             |
| ------ | ------- | ---------------------------------------------------- |
|        | (отчёт) | 24′, 27′ Чрнигой · 29′ (пен.), 44′ Иличич · 47′ Зайц |

| Польша                                                                    | 4:0     | Израиль |
| ------------------------------------------------------------------------- | ------- | ------- |
| Пёнтек 35′ · Левандовский 56′ (пен.) · Гросицкий 59′ · Дамиан Кадзиор 84′ | (отчёт) |         |

| Израиль    | 1:1     | Северная Македония |
| ---------- | ------- | ------------------ |
| Захави 55′ | (отчёт) | 64′ Адеми          |

| Австрия                                                                                    | 6:0     | Латвия |
| ------------------------------------------------------------------------------------------ | ------- | ------ |
| Арнаутович 7′, 53′ (пен.) · Забитцер 13′ · Штейнбор 76′ (авт.) · Лаймер 80′ · Грегорич 84′ | (отчёт) |        |

| Словения                | 2:0     | Польша |
| ----------------------- | ------- | ------ |
| Струна 35′ · Шпорар 65′ | (отчёт) |        |

| Латвия | 0:2     | Северная Македония     |
| ------ | ------- | ---------------------- |
|        | (отчёт) | Пандев 14′ · Барди 17′ |

| Польша | 0:0     | Австрия |
| ------ | ------- | ------- |
|        | (отчёт) |         |

| Словения                     | 3:2     | Израиль                |
| ---------------------------- | ------- | ---------------------- |
| Вербич 43′, 90′ · Безьяк 66′ | (отчёт) | Натхо 50′ · Захави 62′ |

| Австрия                                     | 3:1     | Израиль    |
| ------------------------------------------- | ------- | ---------- |
| Лазаро 41′ · Хинтереггер 56′ · Забитцер 88′ | (отчёт) | Захави 34′ |

| Северная Македония | 2:1     | Словения            |
| ------------------ | ------- | ------------------- |
| Элмас 50′, 68′     | (отчёт) | 90+5′ (пен.) Иличич |

| Латвия | 0:3     | Польша                    |
| ------ | ------- | ------------------------- |
|        | (отчёт) | Левандовский 9′, 13′, 76′ |

| Польша                      | 2:0     | Северная Македония |
| --------------------------- | ------- | ------------------ |
| Франковский 75′ · Милик 80′ | (отчёт) |                    |

| Словения | 0:1     | Австрия |
| -------- | ------- | ------- |
|          | (отчёт) | 21′ Пош |

| Израиль                           | 3:1     | Латвия    |
| --------------------------------- | ------- | --------- |
| Даббур 16′, 42′ · Эран Захави 26′ | (отчёт) | 40′ Камеш |

| Словения           | 1:0     | Латвия |
| ------------------ | ------- | ------ |
| Тарасов 53′ (авт.) | (отчёт) |        |

| Австрия               | 2:1     | Северная Македония |
| --------------------- | ------- | ------------------ |
| Алаба 7′ · Лайнер 48′ | (отчёт) | 90+2′ Стояновский  |

| Израиль    | 1:2     | Польша                   |
| ---------- | ------- | ------------------------ |
| Даббур 88′ | (отчёт) | 4′ Крыховяк · 54′ Пёнтек |

| Северная Македония | 1:0     | Израиль |
| ------------------ | ------- | ------- |
| Николов 45+2′      | (отчёт) |         |

| Латвия  | 1:0     | Австрия |
| ------- | ------- | ------- |
| Ошс 65′ | (отчёт) |         |

| Польша                                            | 3:2     | Словения                |
| ------------------------------------------------- | ------- | ----------------------- |
| Шиманьский 3′ · Левандовский 54′ · Гуральский 81′ | (отчёт) | Матавж 14′ · Иличич 61′ |

## Бомбардиры
11 мячей
| - Эран Захави |

6 мячей
| - Марко Арнаутович | - Роберт Левандовский |

4 мяча
| - Мунас Даббур | - Кшиштоф Пёнтек | - Элиф Элмас - Йосип Иличич |

2 мяча
| - Валентино Лазаро - Марсель Забитцер - Энис Барди | - Домен Чрнигой - Миха Зайц | - Андраж Шпорар - Беньямин Вербич |

1 мяч
| - Гвидо Бургшталлер - Кондрат Лаймер - Михаэль Грегорич - Мартин Хинтереггер - Штефан Пош - Давид Алаба - Штефан Лайнер - Бибрас Натхо | - Владимир Камеш - Марцис Ошс - Камиль Глик - Камиль Гросицкий - Дамиан Кадзиор - Пшемыслав Франковский - Аркадиуш Милик - Гжегож Крыховяк - Яцек Гуральский - Себастиан Шиманьский - Эзган Алиоский | - Ариян Адеми - Горан Пандев - Влатко Стоянович - Бобан Николов - Альяж Струна - Роман Безьяк - Тим Матавж |

1 автогол
| - Мартин Хинтереггер (в матче против Северная Македония) - Эгзон Бейтулай (в матче против Австрия) | - Дарко Велковский (в матче против Латвия) - Игорь Тарасов (в матче против Словения) | - Павел Штейнбор (в матче против Австрия) |

## Дисциплина
Игрок автоматически пропускает следующий матч в случаях:
- Получение красной карточки (увеличение срока дисквалификации, может быть произведено в случае серьезного правонарушения)
- Получение трех желтых карточек в трех разных матчах, а также после пятой и любых последующих желтых карточек (дисквалификация переноситься в плей-офф, но не в финал или в любые другие будущие международные матчи)

Следующие дисквалификации были получены во время квалификационных матчей:

## Комментарии
1. ↑  CET (UTC+1) для матчей в марте и ноябре 2019, а CEST (UTC+2) для всех остальных матчей.